# Matthew Rabin
Pour les articles homonymes, voir Rabin (homonymie).
Matthew Joel Rabin est un économiste américain né le 27 décembre 1963. Il est professeur à l'université de Harvard. Il est lauréat de la médaille John Bates Clark en 2001. Il est connu pour ses travaux en économie comportementale.
On lui doit notamment une analyse économique de la procrastination.